# Gion Martin Darms
Gion Martin Darms (* 20. August 1823 in Glion; † 29. Juni 1907 ebenda) war ein Schweizer reformierter Theologe, Pfarrer, Gesangbuch-Herausgeber,  Liederübersetzer und Chorgründer.

## Leben
Gion Martin Darms war der Sohn aus der Ehe von Danuet und Elisabet geb. Camenisch. Er war Pfarrer der evangelisch-reformierten Pfarreien in Castrisch (1849–1863), Flem/Flims (1863–1879), Glion und Sagogn (1879–1906) sowie Sagogn (1906–1907). 
Darms wirkte als Förderer des Volks-, des Kirchen- und des Chorgesanges. Auch war er Gründer des Männerchores Ligia Grischa und dessen Dirigent von 1852 bis 1887.

## Werke
- Mit Luci Gabriel und Lucius Candrian: Il Niev Testament da Niess Segner Jesus Christus: Il cudisch dils psalms. Societad biblica britannica ad externa, 1869.
- Mit Luci Gabriel und Lucius Candrian: Il cudisch dils psalms. 1869.
- Mit Peter Saluz und Steffan Gabriel: La Bibla, u, La Sontga Scartira dil Veder a Niev Testament: vertida en romonsch da la ligia grischa. Societad Biblica Britannica ad Externa, 1870.
- Zur Hebung des Kirchengesanges. 1873.
- Canzuns choralas par baselgia, scola, familia e societad: al pievel romonsch reformau della veglia Ligia Grischa. Casanova, 1886.
- 35 Choräle für Schule und Kinderlehre. 1895.
- Mit Alfred Candrian: Fest-Schrift zum 50jährigen Jubiläum der Ligia Grischa: 1852–1902, 26. Oktober 1902 in Ilanz, 1902.